# Neriacanthus purdieanus
Neriacanthus purdieanus är en akantusväxtart som beskrevs av George Bentham. Neriacanthus purdieanus ingår i släktet Neriacanthus och familjen akantusväxter. Inga underarter finns listade i Catalogue of Life.